# Leptocythere ventriclivosa
Leptocythere ventriclivosa is een mosselkreeftjessoort uit de familie van de Leptocytheridae. De wetenschappelijke naam van de soort is voor het eerst geldig gepubliceerd in 1982 door Chen.